# Blaagaard Theater
55°41′11.42″N 12°33′25.7″Ø / 55.6865056°N 12.557139°Ø
Blaagaard Teater var et teater på Nørrebro, København, det lå i ejendommen "Blågård" på Nørrebrogade 15, 
Blågård var et gammelt kongeligt landsted, der havde blåt tag deraf navnet. Staten solgte 1828 ejendommen til Mathias Anker Heegard. Hovedbygningen blev købt af en bagermester Schur og omskabt til Pantomimeteater. Det var det første Nørrebros Teater. Den var større og mere komfortabelt end nogen tidligere forstadsscene i København. 
I 1828 lejede Philippo Pettoletti teatret af bageren for sit Selskab. De ledende kunsternerlige kræfter var bl.a. Philippo Pettoletti, Joachim Pettoletti og Joseph L. Lewin.
Repertoaren bestod af cirkusforestillinger og pantomimer, bl.a. en som skildrede "Napoleons Død og Begravelse paa Øen Sankt Helena", hvori Philippo Pettoletti agerede kejseren.
Teatret brændte 4. april 1833. Efter branden bygger Philippo Pettoletti Vesterbroes Ny Teater, som han leder til sin død i 1845.